# Вэйюань (Нэйцзян)
Вэйюа́нь (кит. упр. 威远, пиньинь Wēiyuǎn) — уезд городского округа Нэйцзян провинции Сычуань (КНР).

## История
Уезд был образован при империи Суй в 591 году.
В 1949 году был образован Специальный район Цзычжун (资中专区), и уезд вошёл в его состав. В 1950 году Специальный район Цзычжун был преобразован в Специальный район Нэйцзян (内江专区), который в 1970 году был переименован в Округ Нэйцзян (内江地区). В 1985 году постановлением Госсовета КНР Округ Нэйцзян был преобразован в Городской округ Нэйцзян.

## Административное деление
Уезд Вэйюань делится на 20 посёлков.